# Dusona bharata
Dusona bharata là một loài tò vò trong họ Ichneumonidae.